# Iour'ïvka (oblast de Dnipropetrovsk)
Iour'ïvka (en ukrainien : Юр'ївка) ou Iourievka (en russe : Юрьевка) est une commune urbaine de l'oblast de Dnipropetrovsk, en Ukraine, et le centre administratif du raïon de Iour'ïvka. Sa population s'élevait à 2 126 habitants en 2022.

## Géographie
Iour'ïvka est arrosée par la rivière Mala Ternivka et se trouve à 83 km au nord-est de Dnipro et à 439 km au sud-est de Kiev.

## Histoire
La première mention de Iour'ïvka remonte à 1777. Le village accéda au statut de commune urbaine en 1957.

## Population
Recensements (*) ou estimations de la population :
| 1959* | 1970* | 1979* | 1989* | 2001* |
| ----- | ----- | ----- | ----- | ----- |
| 3 441 | 2 715 | 2 569 | 2 339 | 2 533 |

| 2009  | 2010  | 2011  | 2012  | 2013  |
| ----- | ----- | ----- | ----- | ----- |
| 2 378 | 2 369 | 2 348 | 2 319 | 2 302 |

## Transports
Par le chemin de fer, Iour'ïvka se trouve à 33 km de Lozova (oblast de Kharkiv) et à 19 km de Pavlohrad. Par la route, elle se trouve à 28 km au nord de Pavlohrad.